# Habrkovice
Habrkovice (německy Haberkowitz) jsou vesnice, část obce Záboří nad Labem v okrese Kutná Hora. Nachází se čtyři kilometry jihovýchodně od Záboří nad Labem. Habrkovice jsou také název katastrálního území o rozloze 3,3 km².

## Historie
První písemná zmínka o vesnici pochází z roku 1413.

## Pamětihodnosti
- Usedlosti čp. 4 a 28

## Další fotografie

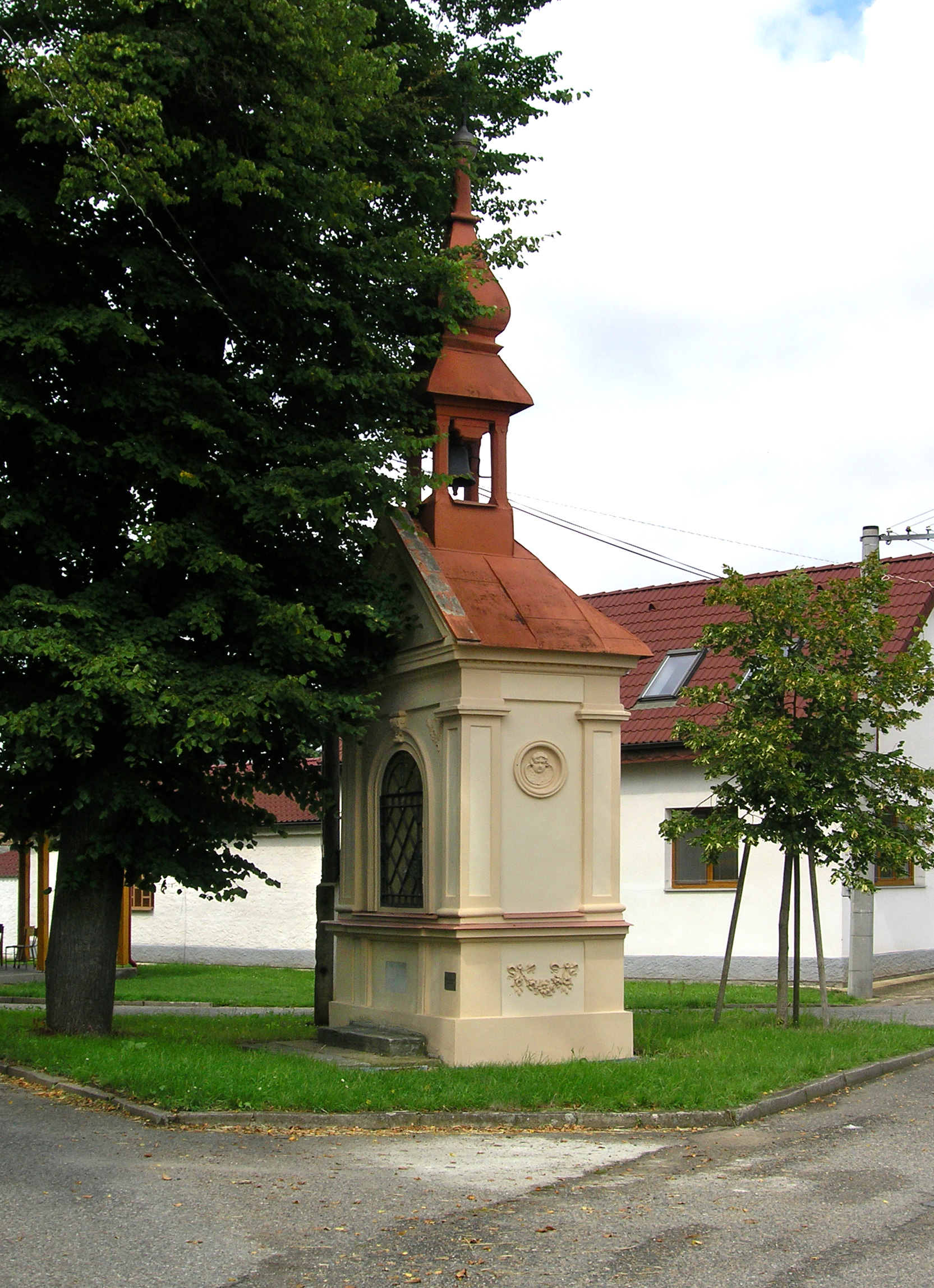
Kaplička na návsi
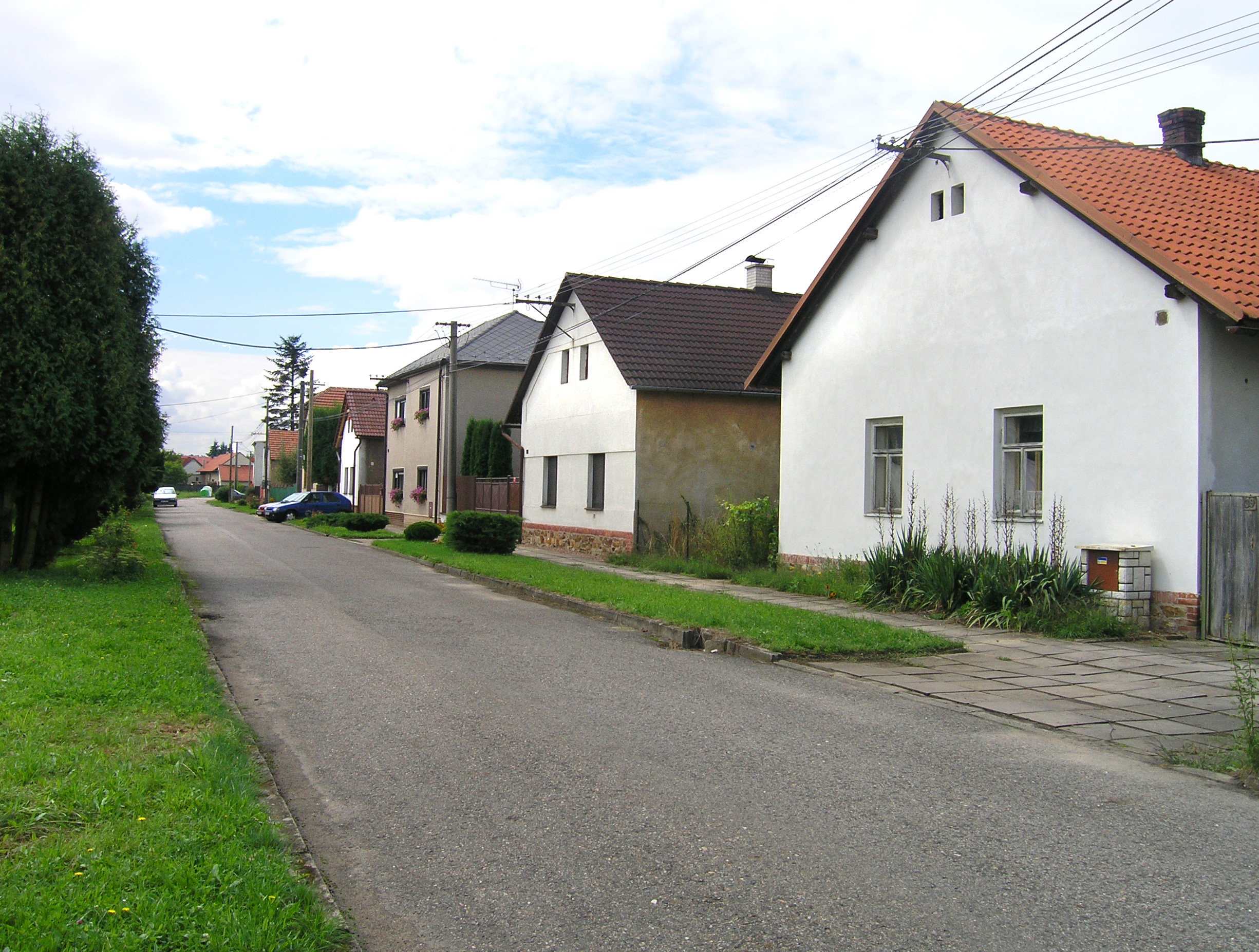
Domy na západě vesnice